# Mastigusa
Mastigusa is een geslacht van spinnen uit de familie van de Waterspinnen (Cybaeidae).

## Soorten
- Mastigusa arietina (Thorell, 1871) – Kleinoogzweeppalpspin
- Mastigusa lucifuga (Simon, 1898)
- Mastigusa macrophthalma (Kulczynski, 1897) – Grootoogzweeppalpspin